# Żywe Muzeum Porcelany w Ćmielowie

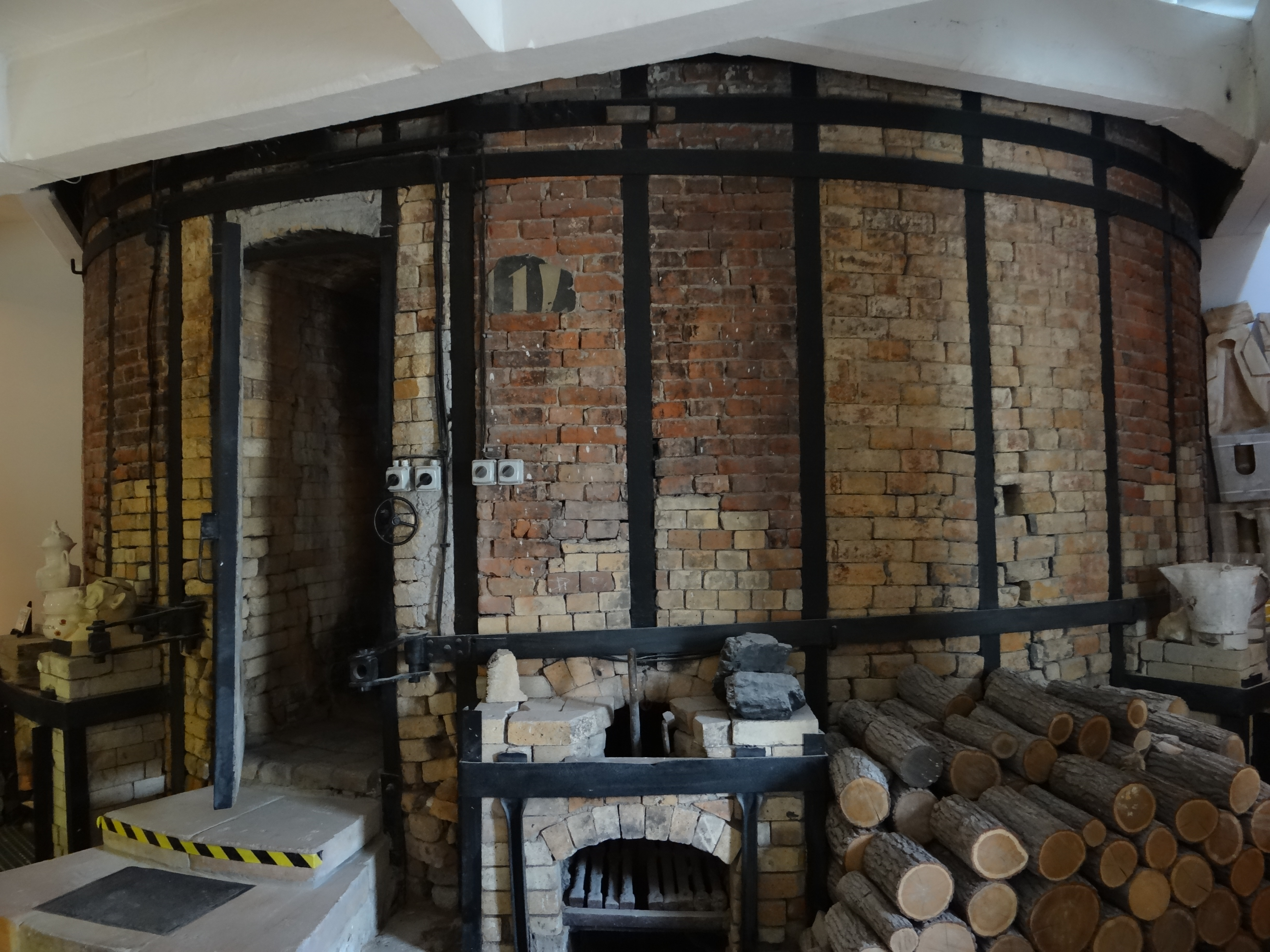
22 metrowy piec garncarski

Żywe Muzeum Porcelany w Ćmielowie – żywe muzeum położone w Ćmielowie. Placówka funkcjonuje na terenie prywatnej Fabryki Porcelany AS Ćmielów, w ramach Centrum Porcelany Artystycznej. 
Muzeum zostało otwarte w maju 2005. W ramach jego zwiedzania prezentowane są następujące wystawy i ekspozycje:
- warsztat garncarski wraz z informacjami o historii ćmielowskiego garncarstwa,
- hala fabryczna wraz z 22-metrowym piecem garncarskim,
- W kolejnym etapie zwiedzający mają okazję wejścia do starego, oryginalnego pieca do wypału porcelany. W piecu zorganizowana jest sala multimedialna, w której prezentowany jest film wprowadzający w tajniki produkcji (nagrany wewnątrz hal fabrycznych)[2].
- Sala Marmurowa z kolekcją współczesnej rzeźby porcelanowej (lata 50. i 60. XX wieku). Autorami rzeźb są m.in. Lubomir Tomaszewski, Henryk Jędrasiak, Hanna Orthwein, Mieczysław Naruszewicz. Działa tu punkt handlowy.

W ramach Centrum od 2013 istnieje możliwość zwiedzenia również Galerii Starej Porcelany oraz Galerii van Rij, gdzie prezentowane są prace młodych twórców.
Placówka oferuje również uczestnictwo w warsztatach porcelanowych.   

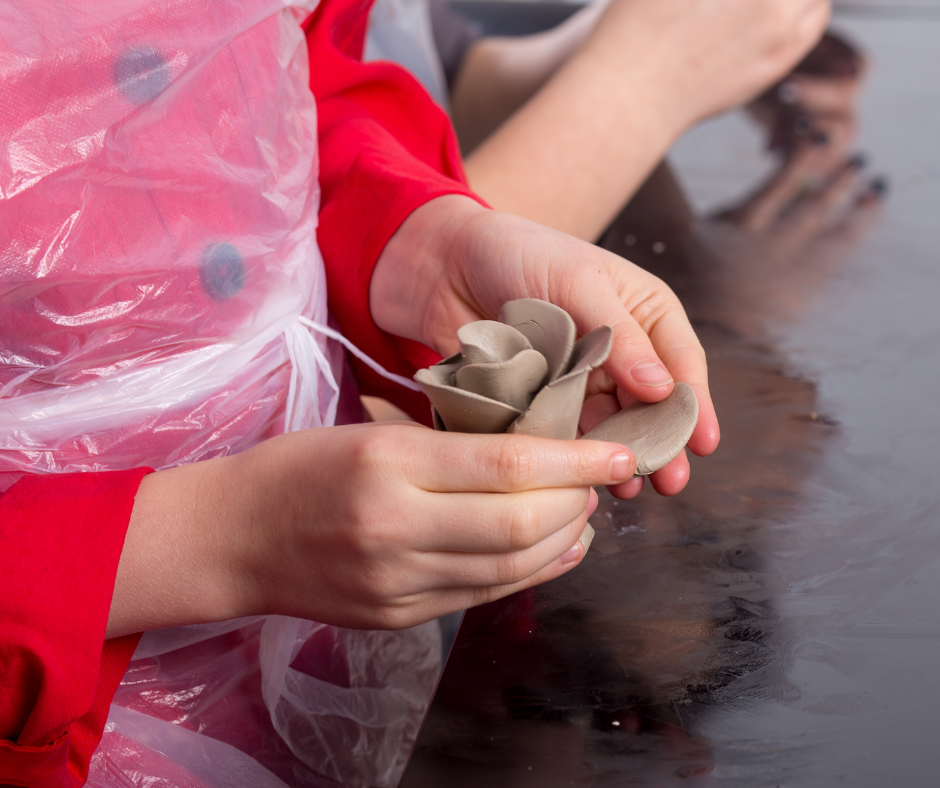
Warsztaty porcelanowe lepienie róży

W Żywym Muzeum porcelany można oglądać różową porcelanę odtworzoną wg przedwojennej receptury Bronisława Kryńskiego. 
Od 2021 roku można również podziwiać szmaragdową porcelanę – jedyną na świecie – wymyśloną i opatentowaną przez Adama Spałę.   
Muzeum jest obiektem całorocznym. Zwiedzanie odbywa się z przewodnikiem w grupach od 4 do 25 osób. Wstęp jest płatny.

## Przypisy

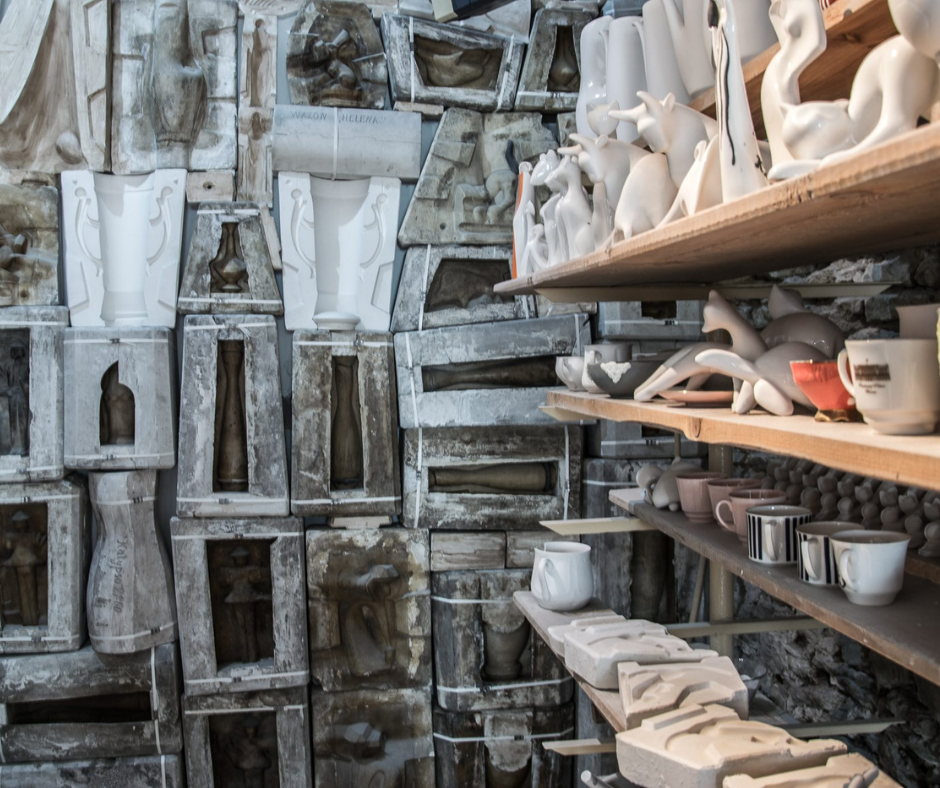
Zobacz na żywo jak powstaje porcelana